# Jan Stepa
Jan Piotr Stepa (ur. 24 czerwca 1892 w Sasowie, zm. 28 maja 1959 w Tarnowie) – polski duchowny rzymskokatolicki, biskup diecezjalny tarnowski w latach 1946–1959.

## Życiorys
Do gimnazjum uczęszczał w Złoczowie i we Lwowie. Maturę zdał w 1911. Studiował we Lwowie, w 1915 został wyświęcony na prezbitera przez arcybiskupa Józefa Bilczewskiego. Pracował jako wikariusz w Sasowie oraz jako proboszcz w Zazulach. W latach 1922–1925 odbył studia w Leuven, gdzie uzyskał doktorat.
Był profesorem Uniwersytetu Jana Kazimierza we Lwowie (wybrany dziekanem Wydziału Teologicznego na lata 1936/1937 i 1937/1938), katechetą, wikariuszem generalnym. Od 1945 zajmował stanowisko rektora Seminarium Duchownego we Lwowie (przeniesionego ze Lwowa do Kalwarii Zebrzydowskiej). Był autorem publikacji filozoficznych i teologicznych.
4 marca 1946 został mianowany przez Piusa XII biskupem diecezjalnym diecezji tarnowskiej. Sakrę biskupią otrzymał 19 maja 1946. W 1948 przeprowadził synod diecezjalny. Utworzył 53 nowe parafie, dbał o rozwój kultu eucharystycznego i maryjnego.